# Pummerin

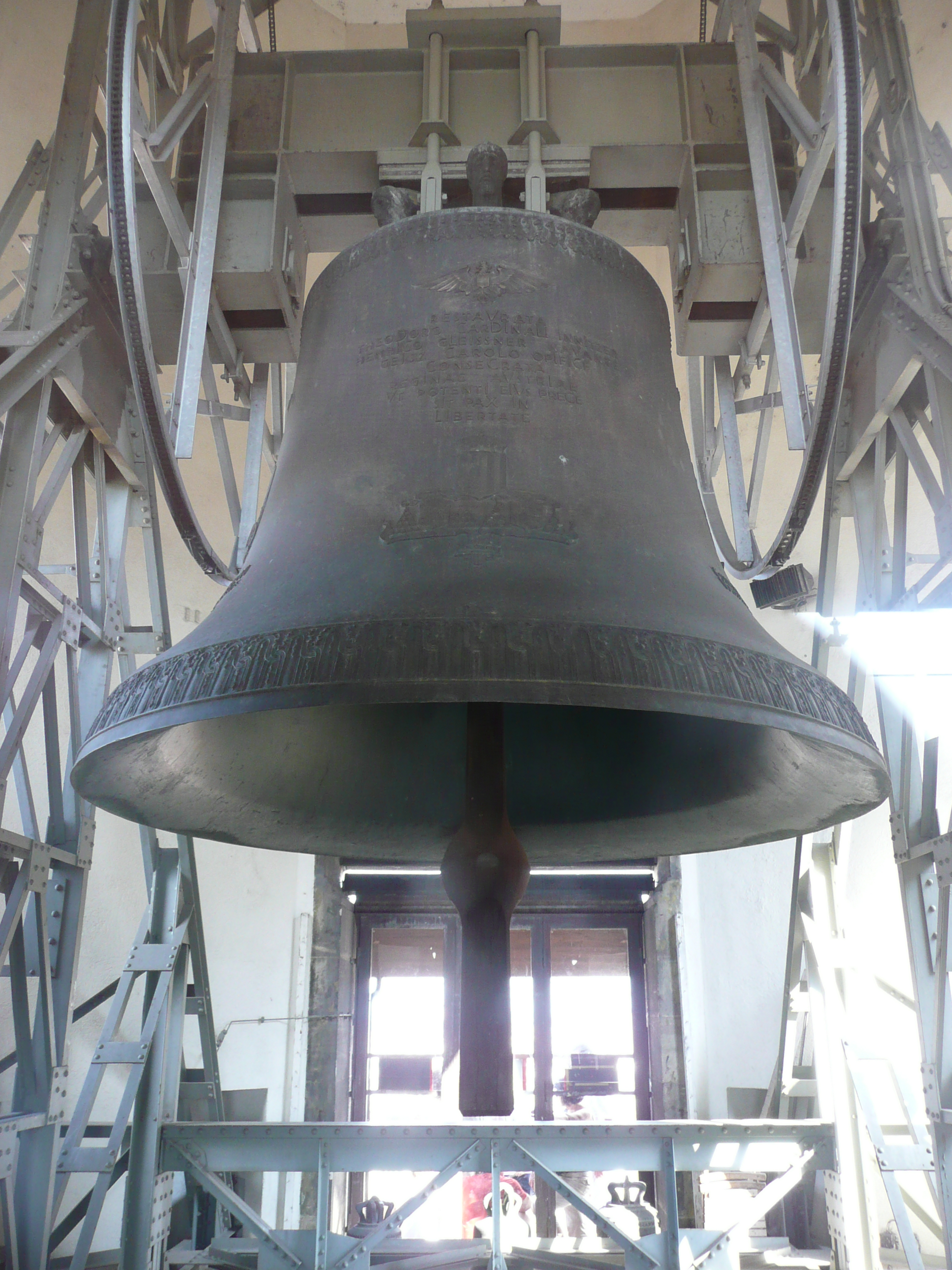
Pummerin hänger högst upp i tornet till höger, det lägre södra tornet vid Stephansdomen

Pummerin, die Pummerin [ˈpʊmərɪn] är den största kyrkklockan i Stephansdomen i Wien.

## Gamla Pummerin

### Gjutningen och klockans måttuppgifter
Den gamla Pummerin-klockan göts år 1711 på uppdrag av biskop Franz Ferdinand Freiherr (friherre) von Rummel av klockgjutaren Johannes Achamer.  Gjutningen var klar klockan 12:17 21 juli 1711. 26 januari 1712 ringdes klockan för första gången. Som material för gjutningen av klockan användes 208 av totalt 300 turkiska kanoner som turkarna lämnade efter sig efter Slaget vid Wien 1683.
Klockan vägde 22,5 ton och hade en diameter på 3,16 meter och hade slagtonen h°, en halvton lägre än den nuvarande Pummerin-klockan. Den var den största svingande klockan i världen under ett par hundra år.

### Ringningsproceduren
16 man behövde totalt dra i klockans klocksträngar (rep) för att ringningen skulle vara genomförbar och det dröjde så länge som en kvart innan kläppen träffade klockan inifrån första gången efter att man börjat dra. Man ringde i den endast tio dagar om året. — Enligt en uppgift ringde man i klockan genom att svänga kläppen fram och tillbaka och för det krävdes åtta man. Dessförinnan lossade man klockan från dess underlag, eftersom klockan låg på en räls av trä på grund av klockans tyngd.

### Historia
Den gamla klockan Pummerin hängde liksom den nya gör idag i Stephansdomens lägre sydtorn. I det mycket högre norra tornet, som är ett kännemärke för domen, hänger övriga klockor. Ursprungligen kallades die Pummerin för ”die Josephinische Glocke”, men på grund av den djupa slagtonen blev den snart allmänt av befolkningen målande kallad ”Pummerin“.
Efter stora och svåra bombangrepp under andra världskriget började Stephansdomen 8 april 1945 brinna och den 12 april 1945 klockan 12:44 störtade die Pummerin ner till följd av att den gamla klockstolen i trä brann och klockan brast isär. Metallen i spillrorna av klockan skyddades dock från nersmältning av nerfallna stenar och grus.

## Nya Pummerin

### Gjutningen och måttuppgifter
Delvis ur metallen från den gamla klockan göts en ny klocka 1951, som en gåva från delstaten Oberösterreich. Den göts i klostret i Sankt Florian. Första gjutningen misslyckades, men den andra blev ett lyckat resultat 5 september 1951.
"Die Stimme Österreichs" ("Östrerrikes röst"/"Österrikes stämma"), som klockan också kallas, ringer med slagtonen c°. Den har en diameter på 3,14 meter, är 2,94 meter hög och väger utan den 813 kg tunga kläppen 20,5 ton. Med den vikten är den den tredje största klockan i Västeuropa efter Sankt Petersglocke i Kölnerdomen (24 ton) och Maria Dolens i italienska Rovereto (23 ton).

### Klockans reliefkonst
På klockans reliefer syns motiv från turkarnas belägring och från Stephansdomens brand 1945. 27 april 1952 ringdes klockan för första gången, dock från marken, eftersom det södra tornet ännu inte hade återuppbyggts. 1957 kunde den hängas upp där igen. Eftersom klockan hade en för gammal elektromekanisk reglerteknik, som belastade klockstolen alltför mycket, fick den 2003 en ny elektromekanisk ringningsmotor, som svänger klockan mer regelbundet och lika och därför belastar mindre.

### Användning vid kyrkliga högtider med mera
Die Pummerin används bara vid de stora katolska festdagarna som påsk, pingst, Corpus Christi, Jungfru Marie himmelsfärd, julafton, Annandag jul (Sankt Stefans dag) (Sankt Stefan är domens skyddshelgon) och på nyårsafton. Pummerin rings även vid en påves trontillträde och död och detsamma när det gäller ärkebiskopen av Wien, liksom vid begravningen av Österrikes förbundspresident och vid Allhelgonadagen för att minna om de döda och främst de fallna under andra världskriget. Ett undantag från regeln att klockan bara ringer vid katolska begivenheter är att den också ringer vid en statlig festdag, vid Österrikes nationaldag 26 oktober. Denna dag firas till åminnelse av österrikiska statsfördraget 1955, då Österrike åter blev en självständig republik efter andra världskriget.
| Dag/datum      | Tid                         | Anledning                                                                 |
| -------------- | --------------------------- | ------------------------------------------------------------------------- |
| 24 december    | ca. 17:30 23:55             | Efter vespern med anledning av Jesu Kristi födelse. Julens midnattsmässa. |
| 26 december    | mellan ung. 11:50 och 12:10 | Annandag jul (Sankt Stefans dag) efter högmässan                          |
| 31 december    | ca. 17:30                   | Nyårsandakt                                                               |
| 1 januari      | 00:00                       | Ringer in det nya kalenderåret.                                           |
| Påskafton      | mellan ung. 23:00 och 23:45 | Gloria under påsknattsmässan.                                             |
| Påskdagen      | mellan ung. 11:50 och 12:10 | Efter påskdagens högmässa.                                                |
| 23 april       | mellan ung. 19:20 och 19:30 | Domkyrkans invigningsdag.                                                 |
| Pingstdagen    | mellan ung. 11:45 och 12:10 | Efter pingstdagens högmässa.                                              |
| Corpus Christi | ca. 09:30 ca. 11:30         | Processionens start. Efter högmässan.                                     |
| 26 oktober     | ca. 19:00                   | Österrikes nationaldag.                                                   |
| 2 november     | ca. 17:45                   | Alla själars dag.                                                         |

### Exempel på speciella tillfällen då die Pummerin har ringt
- 2004 ringde die Pummerin två gånger extra, dels vid Wiens ärkebiskop kardinal Franz Königs begravning och dels vid förbundspresident Thomas Klestils begravning.
- 12 april 2005 ringde klockan till åminnelse av den gamla Pummerins förstörelse 60 år tidigare.
- 23 april 2007 ringde die Pummerin klockan 18:00 i fem minuter för att undersöka klockans belastningsverkningar. Hundratals människor följde detta spektakel, bland annat på platsen framför domen, Stephansplatz.[3]
- 24 juni 2007 ringde klockan igen med anledning av den förre förbundspresidenten Kurt Waldheims begravning.
- 9 september 2007 ringde också Pummerin på grund av påven Benedictus XVI:s besök i staden.

## Andra klockor med namnet Pummerin
- En annan klocka med namnet ”Pummerin“ ringer också från tornet vid Liebfrauenmünster (”Vårfru [Jungfru Marie] domkyrka”) i Donauwörth. Den kan härledas till år 1512 och anses som Schwabens största klocka, då den väger 6,55 ton.
- Den största klockan i Dom Sankt Stephan i Passau kallas också  ”die Pummerin“ och har slagtonen fiss°, diametern 2,32 meter och vikten 7,55 ton. Den göts 1952 av klockgjuteriet Glockengießerei Rudolf Perner i Passau.